# 1909 في إسبانيا
فيما يلي قوائم الأحداث التي وقعت خلال عام 1909 في إسبانيا.

## سياسة

### تعيين في المنصب
- 1 أكتوبر – سيجسموندو موريت ministro de Gobernación  [لغات أخرى]‏،President of the Council of Ministers ‏.

### انتهاء فترة المنصب
- 21 أكتوبر – أنطونيو مورا President of the Council of Ministers ‏.

## مواليد

### فبراير
- 15 فبراير – غييرمو غوروستيثا لاعب كرة قدم إسباني.

### أبريل
- 27 أبريل – إفريقا دي لاس إراس[1]
- 28 أبريل – خوان خوسيه نوغيس لاعب كرة قدم إسباني.

### مايو
- 10 مايو – أرتورو مورانو فنان قصص مصورة إسباني.[2]
- 17 مايو – غيليرمو إيزاغويري لاعب كرة قدم إسباني.

### يونيو
- 9 يونيو – خوصي لويس لوبيث أرانغورين مؤلف إسباني.[3]

### يوليو
- 25 يوليو – سانتياغو أورتيزبيريا لاعب ومدرب كرة قدم إسباني.

### أغسطس
- 30 أغسطس – أنتونيو ليون أمادور لاعب كرة قدم إسباني.

### سبتمبر
- 7 سبتمبر – خوسيه كابريرو أرنال[4]

## وفيات

### مايو
- 18 مايو – إسحق ألبينيز (مواليد 1861)[5]

### أكتوبر
- 13 أكتوبر – فرانسيسك فيرير (مواليد 1859)[6]

### ديسمبر
- 15 ديسمبر – فرانسيسكو تاريغا (مواليد 1852) عازف و مؤلف موسيقى أسباني.[7]